# Svínáir
Svínáir este un oraș din Insulele Faroe.